# Hypsiboas lanciformis
Hypsiboas lanciformis är en groddjursart som beskrevs av Cope 1871. Hypsiboas lanciformis ingår i släktet Hypsiboas och familjen lövgrodor. IUCN kategoriserar arten globalt som livskraftig. Inga underarter finns listade i Catalogue of Life.